# Нефроида

Нефроида

Нефро́ида (греч. νεφρός — почка, греч. εἶδος — вид)  — плоская алгебраическая кривая 6-го порядка, которую описывает фиксированная точка окружности, катящейся снаружи по большей в два раза окружности. Является частным случаем эпициклоиды при {\displaystyle k=2}. Названа так от др.-греч. νεφρός — «почка» и εἶδος — «вид, фигура» из-за своей формы, напоминающей почки.

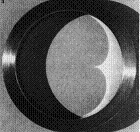
Нефроида как каустика окружности

## Уравнения
Параметрические уравнения:
{\displaystyle {\begin{cases}x=3r\cos \varphi -r\cos(\alpha +3\varphi )\\y=3r\sin \varphi -r\sin(\alpha +3\varphi )\end{cases}}}
Если {\displaystyle \alpha } равно нулю:
{\displaystyle {\begin{cases}x=6r\cos \varphi -4r\cos ^{3}\varphi \\y=4r\sin ^{3}\varphi \end{cases}}}
Неявное декартово уравнение:
{\displaystyle (x^{2}+y^{2}-4a^{2})^{3}=108a^{4}y^{2}}